# Bouger bouger
Singles de Magic System
Un gaou à Oran
(2004) C chô, ça brûle
(2006)
Bouger bouger est une chanson du groupe ivoirien Magic System en collaboration avec le rappeur Mokobé sortie le 13 juin 2005 sous le major EMI. Single extrait de l'album studio Cessa kié la vérité, la chanson a été écrite par Kore & Skalp et A'Salfo. Bouger Bouger est produite par Kore & Skalp, et inspiré de la danse traditionnelle du Moka. Le single se classe dans le top 10 en Belgique (Wallonie) et en France.

## Liste des pistes
CD-Single Virgin (EMI) 
1. Bouger bouger - 3:43
2. Magic System feat. Mokobé - Bouger bouger - 3:43

## Performance dans les hit-parades
| Classement (2005)                       | Meilleure position |
| --------------------------------------- | ------------------ |
| Belgique (Wallonie Ultratop 50 Singles) | 9                  |
| France (SNEP)                           | 7                  |
| France (Club 40)                        | 1                  |
| Suisse (Schweizer Hitparade)            | 38                 |

| Classement annuel (2005) | Position |
| ------------------------ | -------- |
| France (Club 40)         | 2        |